# Alfréd Hajós

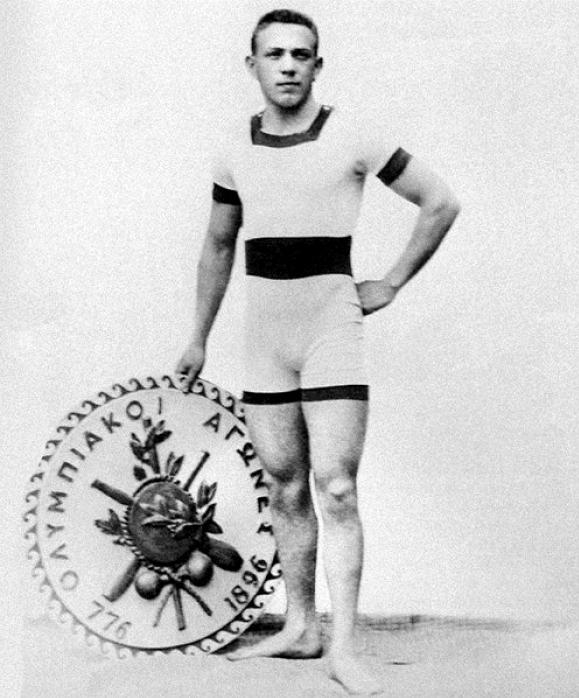
Alfréd Hajós

Alfréd Hajós [ˈɒlfreːd ˈhɒjoːʃ] (* 1. Februar 1878 als Arnold Guttmann in Budapest, Königreich Ungarn; † 12. November 1955 in Budapest, Ungarn) war ein ungarischer Olympiasieger im Schwimmen, als Fußballer Meister mit dem Budapesti TC und Nationalspieler, später auch Nationaltrainer und Schiedsrichter. Zudem war er ein Architekt, dessen Schaffen vielfach die Zeit überdauert hat.

## Leben
Am 11. April 1896 gewann er bei den Olympischen Spielen 1896 in Athen über 100 Meter Freistil in einer Siegerzeit von 1:22,2 min die erste Schwimmolympiamedaille der Neuzeit und die erste olympische Goldmedaille für sein Heimatland Ungarn. Am selben Tag gewann er auch den Wettbewerb über 1200 Meter Freistil. Sein jüngerer Bruder Henrik Hajós errang bei den Olympischen Zwischenspielen 1906 in Athen eine Goldmedaille mit der ungarischen Staffel über 4 × 250 Meter Freistil.
Alfréd Hajós wurde zudem 1898 ungarischer Leichtathletikmeister über 100 Meter, 400 Meter Hürden und im Diskuswurf.
Er war Mitglied beim Budapesti Torna Club (Torna = „Turnen“) der mit der Gründung der Fußballabteilung 1897 zum ersten Fußballverein Ungarns wurde. In den Jahren 1901 und 1902 gewann er mit dem BTC die ersten beiden Meisterschaften der ungarischen Fußballgeschichte. Ab 1901 spielte er auch in ungarischen, damals praktisch Budapester Auswahlmannschaften, wie bspw. 1901 bei der 1:5-Niederlage gegen die englischen Surrey Wanderers am 13. April 1901, dem zweiten offiziellen Spiel einer Verbandsauswahl. Auch spielte er für die Budapester Ramblers, einer von den Vereinen aufgestellten Auswahlmannschaft, die sich 1901 und 1902 mit den Wiener Ramblers maß. Am 12. Oktober 1902 führte er als Spielführer die Budapester Stadtauswahl an, die in Wien vor 500 Zusehern auf dem WAC-Platz der Wiener Auswahl mit 0:5 unterlag. In beiden Ländern wird diese Partie als erstes Länderspiel geführt.
1906 führte er die Nationalmannschaft als Trainer durch zwei Länderspiele. Am 7. Oktober spielte Ungarn 4:4 in Prag gegen Böhmen und am 4. November vor 3000 Zuschauern kam es auf der Milleniums-Turnierbahn von Budapest zu einem 3:0-Sieg gegen Österreich. Star der Mannschaft war Imre Schlosser.
Bei den Olympischen Spielen 1924 in Paris wurde Alfréd Hajós, der inzwischen als Architekt tätig war, für seinen Entwurf des Schwimmstadions von Budapest mit einer Silbermedaille ausgezeichnet. Er ist damit neben dem US-Amerikaner Walter Winans, der 1908 eine Gold- und 1912 eine Silbermedaille im Sportschießen sowie 1912 eine Goldmedaille in der Bildhauerei errang, einer von nur zwei Olympiateilnehmern, die sowohl in einer Sportdisziplin als auch in einem Kunstwettbewerb erfolgreich waren.
Im Jahr 1966 wurde er in die Ruhmeshalle des internationalen Schwimmsports, 1981 in die International Jewish Sports Hall of Fame aufgenommen.
Der Schwimmsportler Henrik Hajós war sein jüngerer Bruder.

## Architektur von Alfréd Hajós

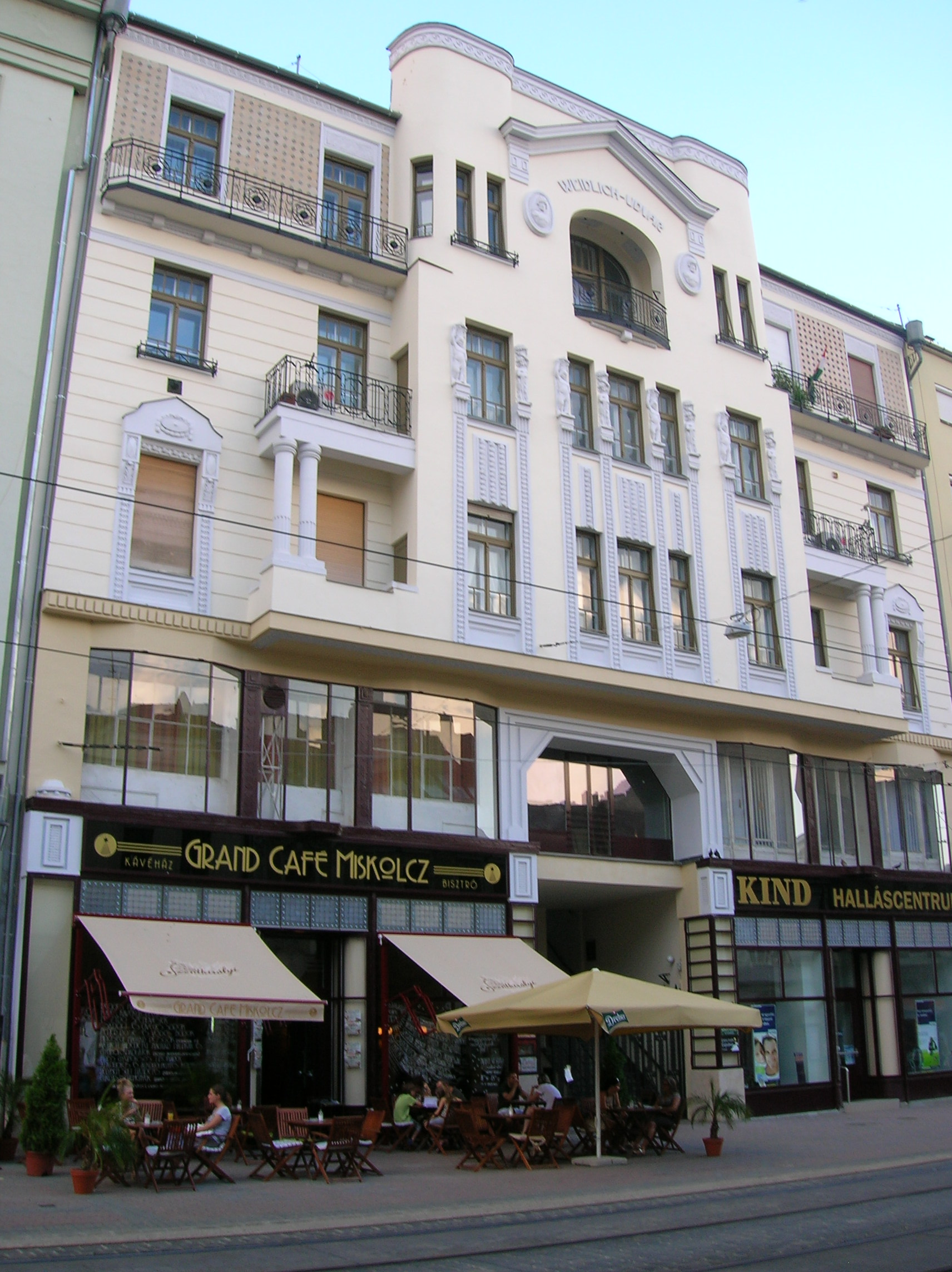
Weidlich-Haus in Miskolc (1912)
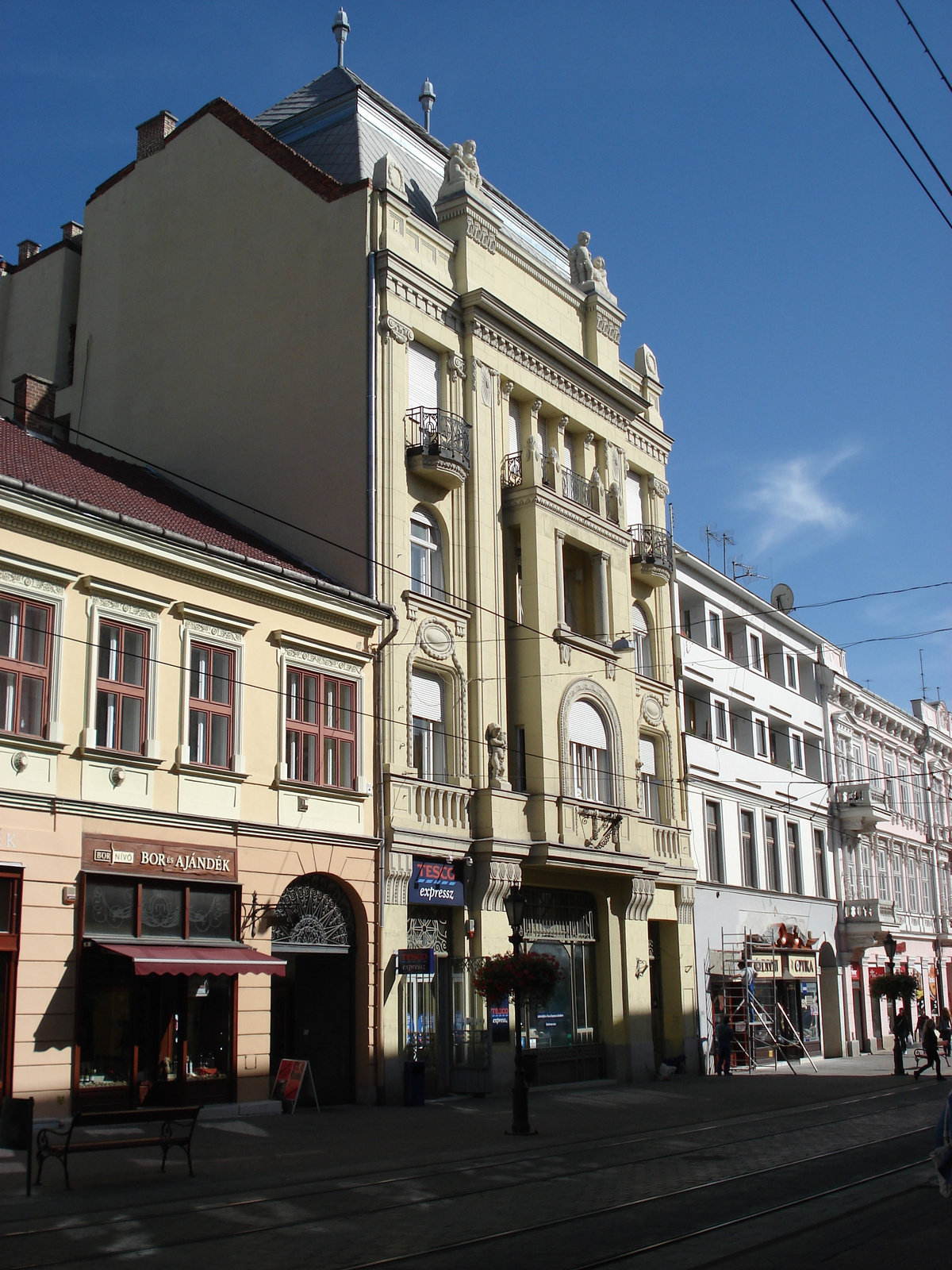
Hitelintézeti-Haus in Miskolc (1913)
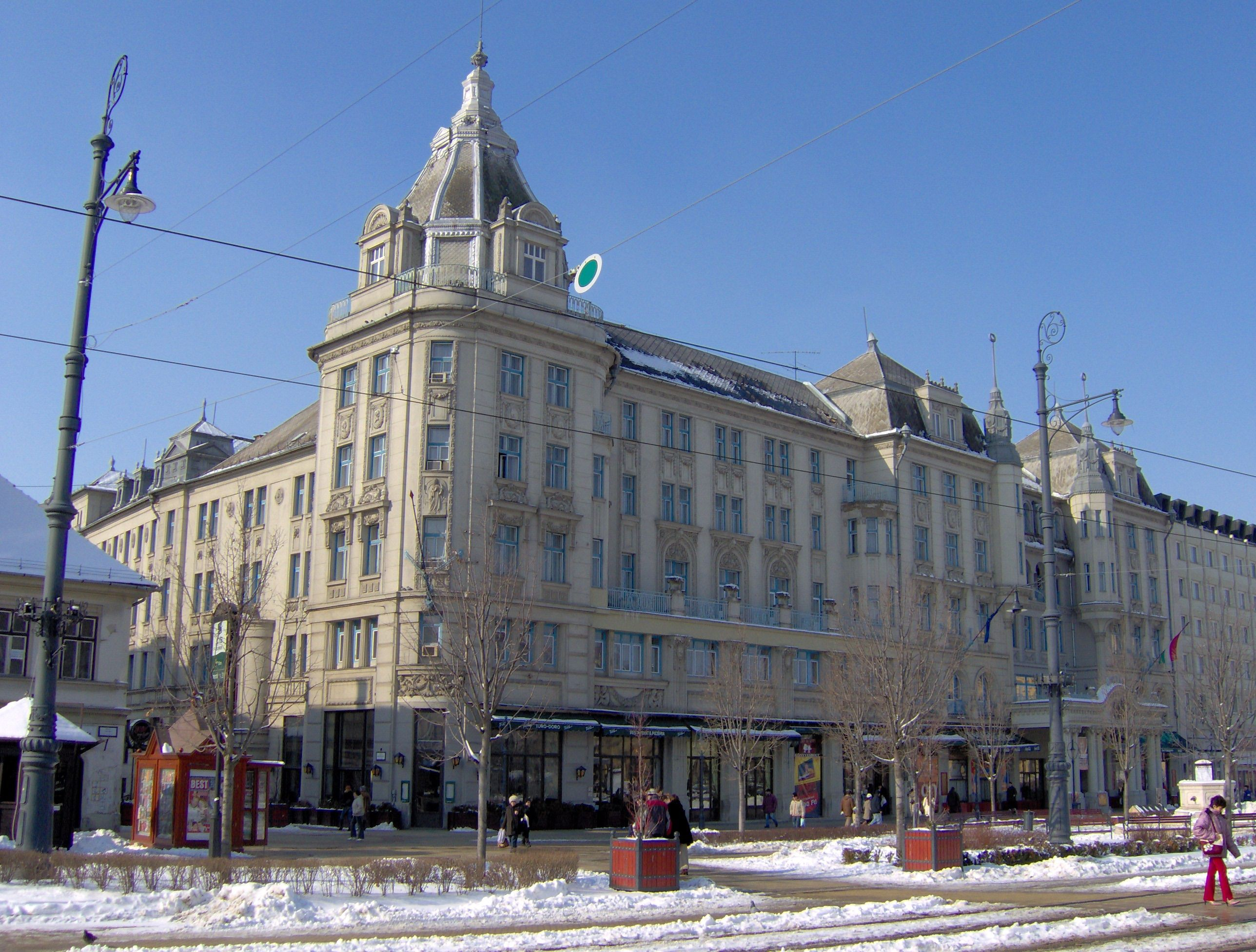
Grand Hotel Aranybika in Debrecen (1913)
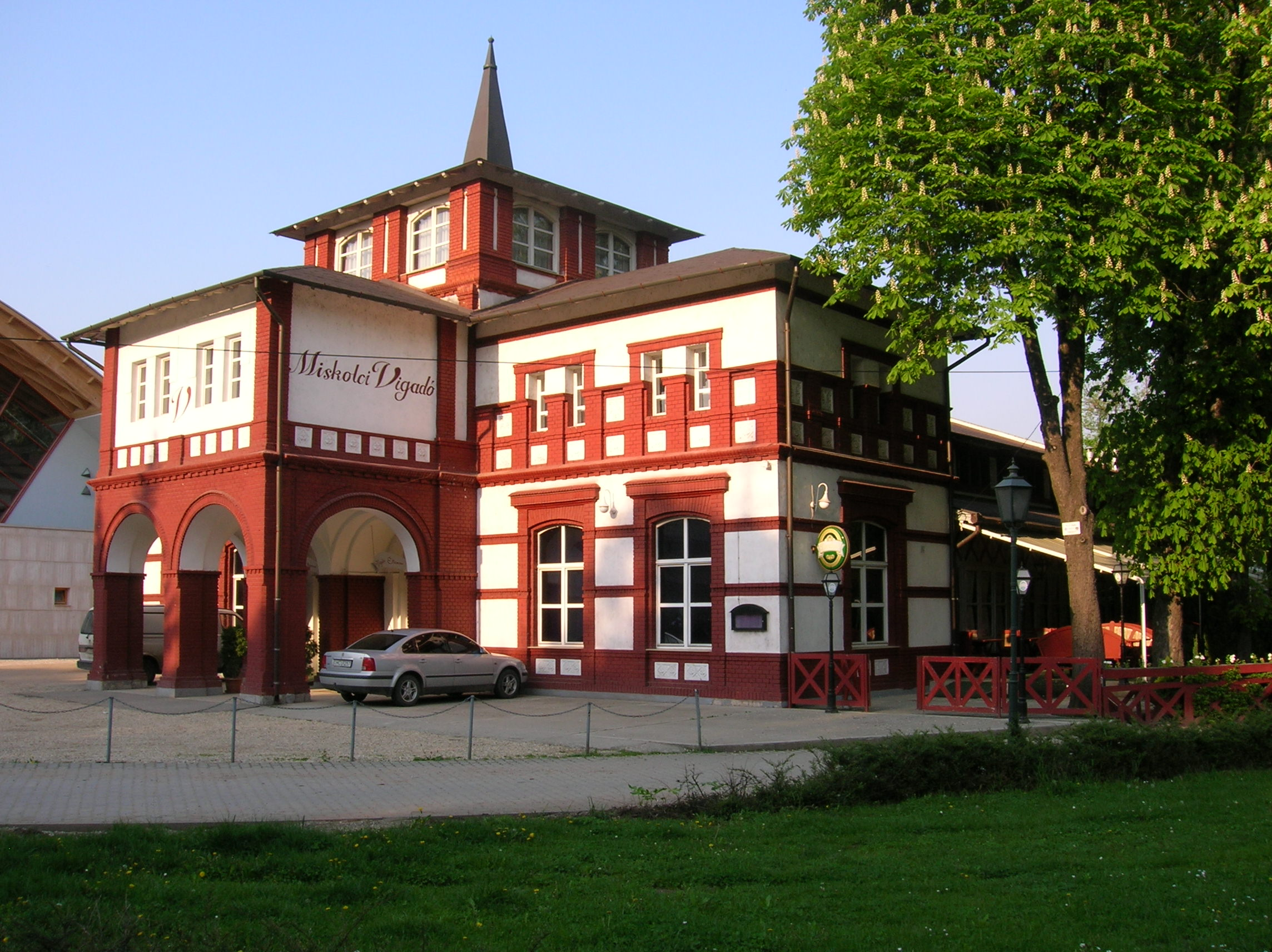
Vigadó-Restaurant im Volkspark von Miskolc
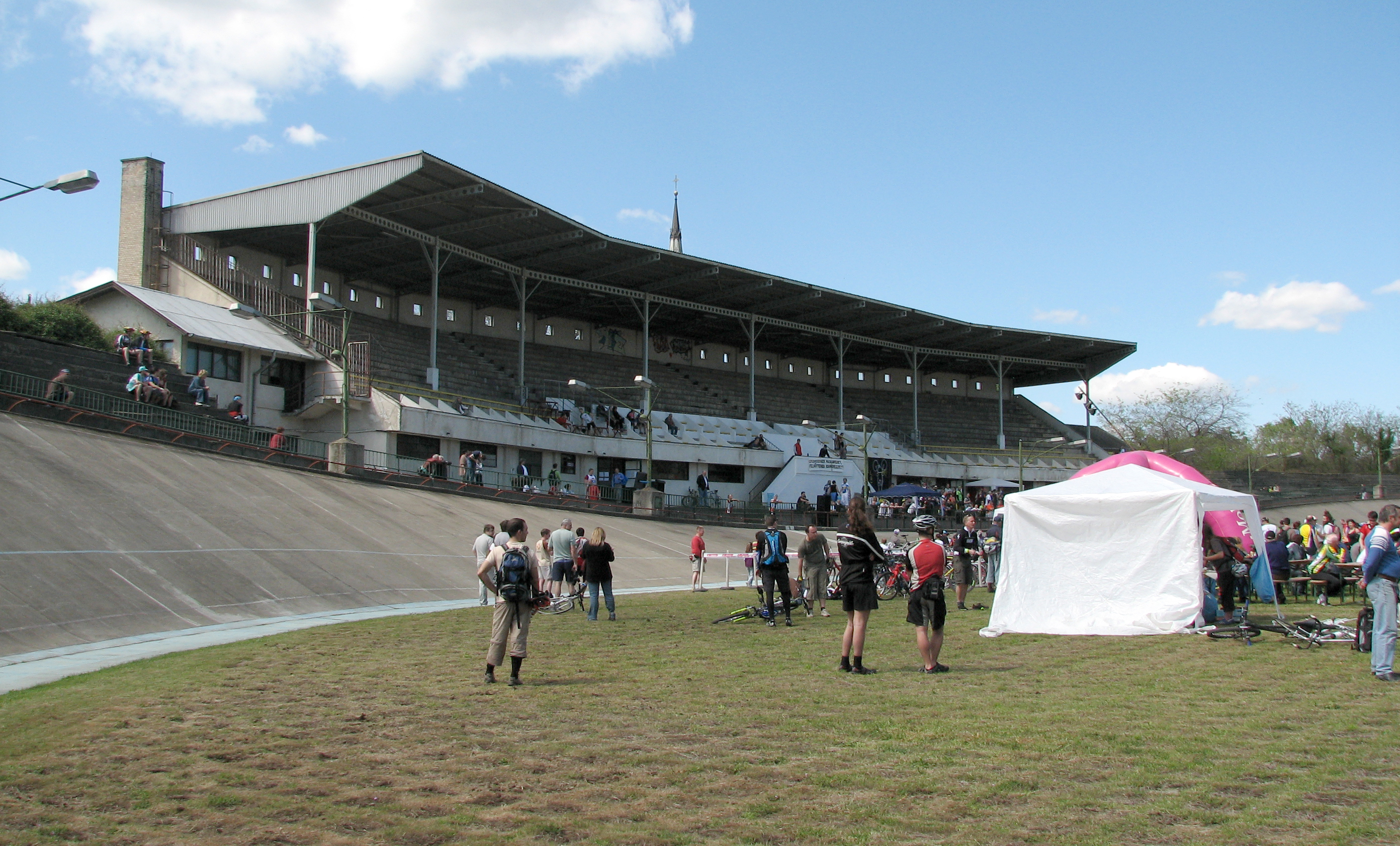
Milleniums-Turnierbahn in Budapest XIV (1928)
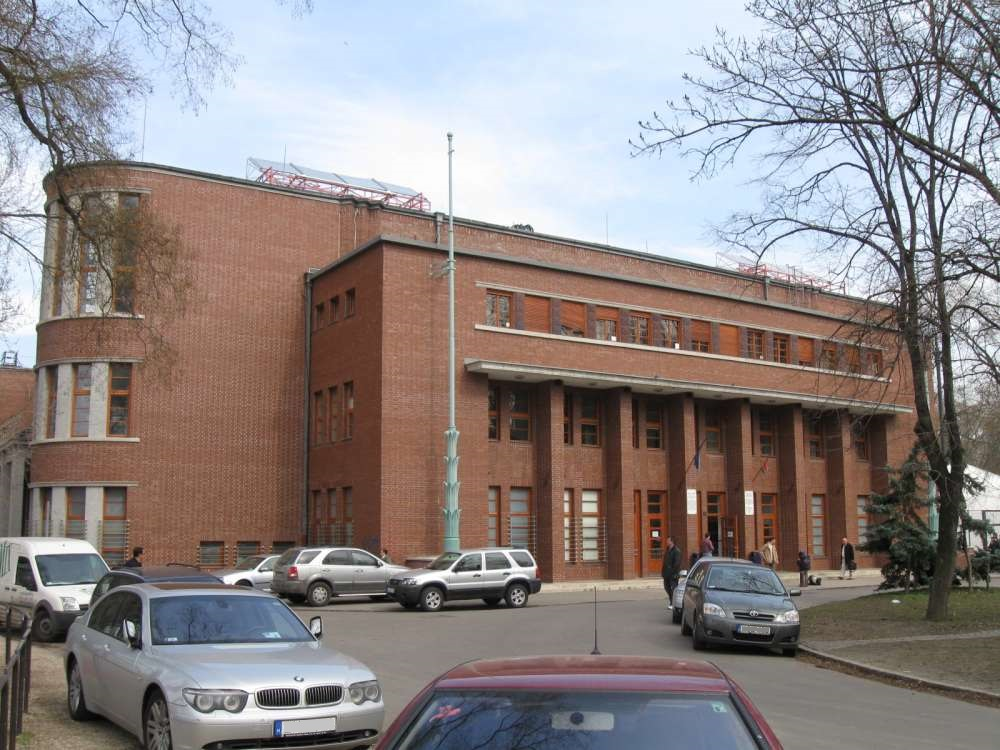
Nationales Schwimmstadion in Budapest (1930)
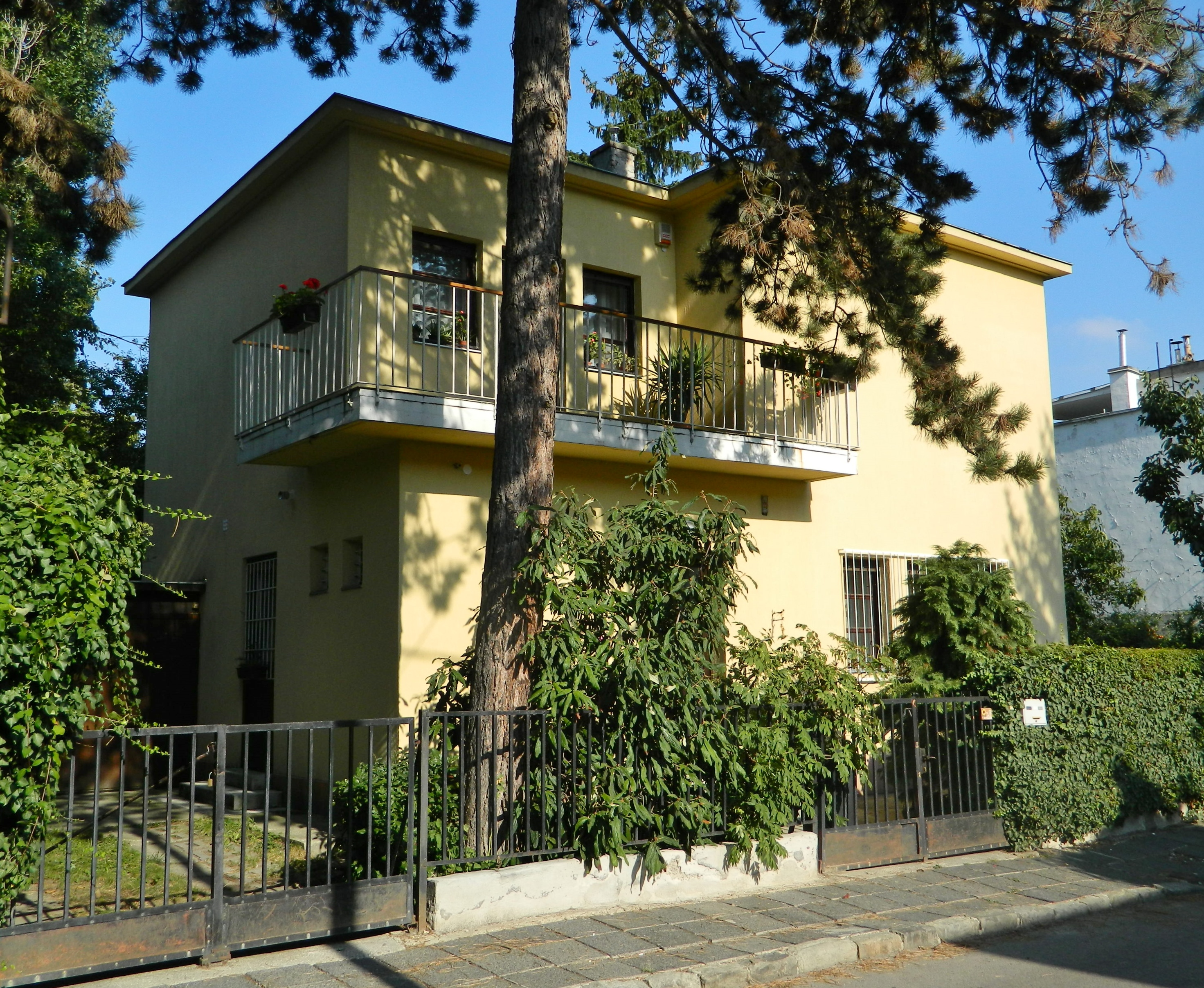
Napraforgo-Straße 17, Haus im Bauhaus-Stil in Budapest